# Nazionale femminile di pallanuoto di Cuba
La nazionale di pallanuoto femminile cubana è la rappresentativa pallanuotistica di Cuba in campo femminile nelle competizioni internazionali. 

## Storia
Nel 2019 parteciperà al Mondiale.